# Chindits

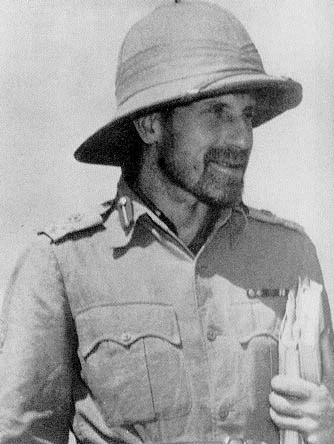
Brigadier Orde Wingate.

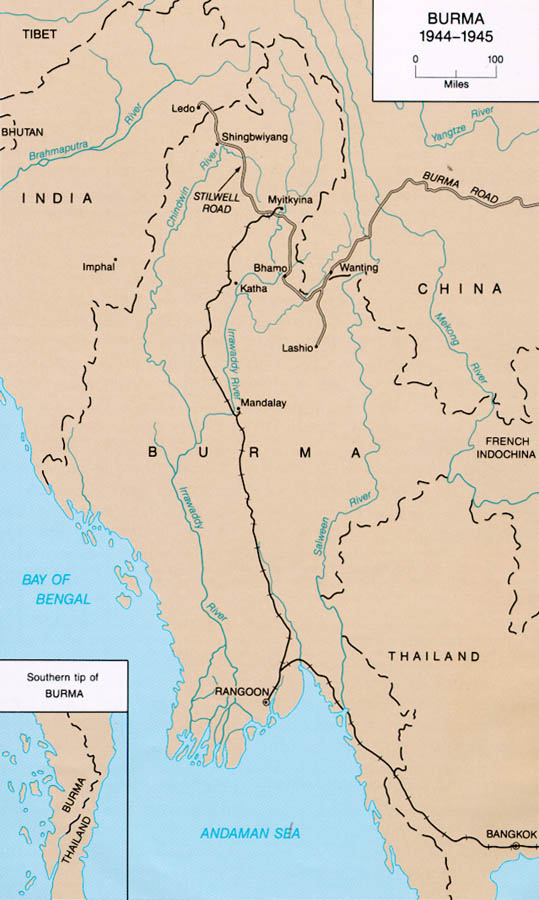
La Birmanie et la route de Ledo en 1944-1945.

Les Chindits sont une force militaire de l'Armée du Royaume-Uni, active durant la Seconde Guerre mondiale sous les appellations officielles de 77th Indian Infantry Brigade (en 1943) et de Indian 3rd Infantry Division (en 1944). Ils étaient composés de volontaires africains de l'Est et du Sud, australiens, birmans, britanniques, chinois de Hong Kong, gurkhas, indiens et néo-zélandais. Ils ont choisi de s'appeler Chindits (corruption du birman Chinthe), en référence à cet animal mythique, mi-lion mi-griffon, qui garde les temples birmans.
Ils étaient formés et conduits par le général Orde Charles Wingate, puis, après sa mort dans un accident d'avion en 1944, par le général Walter Lentaigne, jusqu'à la dissolution de l'unité en 1945. Les Chindits opéraient loin derrière la ligne de front durant la campagne de Birmanie, pour semer le désordre et inspirer un sentiment d’insécurité auprès des forces japonaises qui circulaient de la Chine à l'Inde sur le continent. Les Chindits dépendaient totalement du ravitaillement par parachutage. Il y a eu deux expéditions de Chindits en Birmanie, la première était en février de 1943 avec l’opération Longcloth composée d’une force de 3 000 hommes qui ont marché dans la jungle sur 1 600 km durant toute la campagne. La deuxième expédition était l’opération Thursday au mois de mars 1944 qui était à une échelle plus grande encore. C’était la deuxième plus grande opération aéroportée d’invasion de la guerre effectuée par 20 000 troupiers britanniques et ceux du Commonwealth avec le soutien du Air Commando de Philip Cochran de l’USAAF. Peu de semaines après le lancement de cette opération, Wingate a été tué dans l’accident de son avion de service.
La procédure des Chindits différait de celle des commandos britanniques qui opéraient par petits groupes et dont la plus grosse opération fut le raid sur Saint-Nazaire. Les Chindits, eux, pratiquaient l'assaut à grande échelle.

## Genèse
Durant la Seconde Guerre mondiale, une force spéciale a été formée et entraînée suivant la méthode des commandos britanniques pour s’infiltrer derrière les lignes japonaises en Birmanie. Après la première expédition de 1943 quand la force complète a été mise en place par planeur ou avec des bimoteurs C47 ou par la marche à travers la jungle 320 km derrière les lignes japonaises en mars 1944. Cette Opération Thursday a été un succès qui a désorganisé et démoralisé les forces japonaises qui vont capituler plus tard. La force a souffert de nombreuses pertes, prisonniers, blessés et tués. Les survivants ont souffert de la rigueur et de la dureté des conditions de vie de la jungle où parfois ils étaient obligés de manger leurs mules, lorsque le seul ravitaillement ne pouvait venir que du ciel avec l'USAAF. 

## Opérations militaires

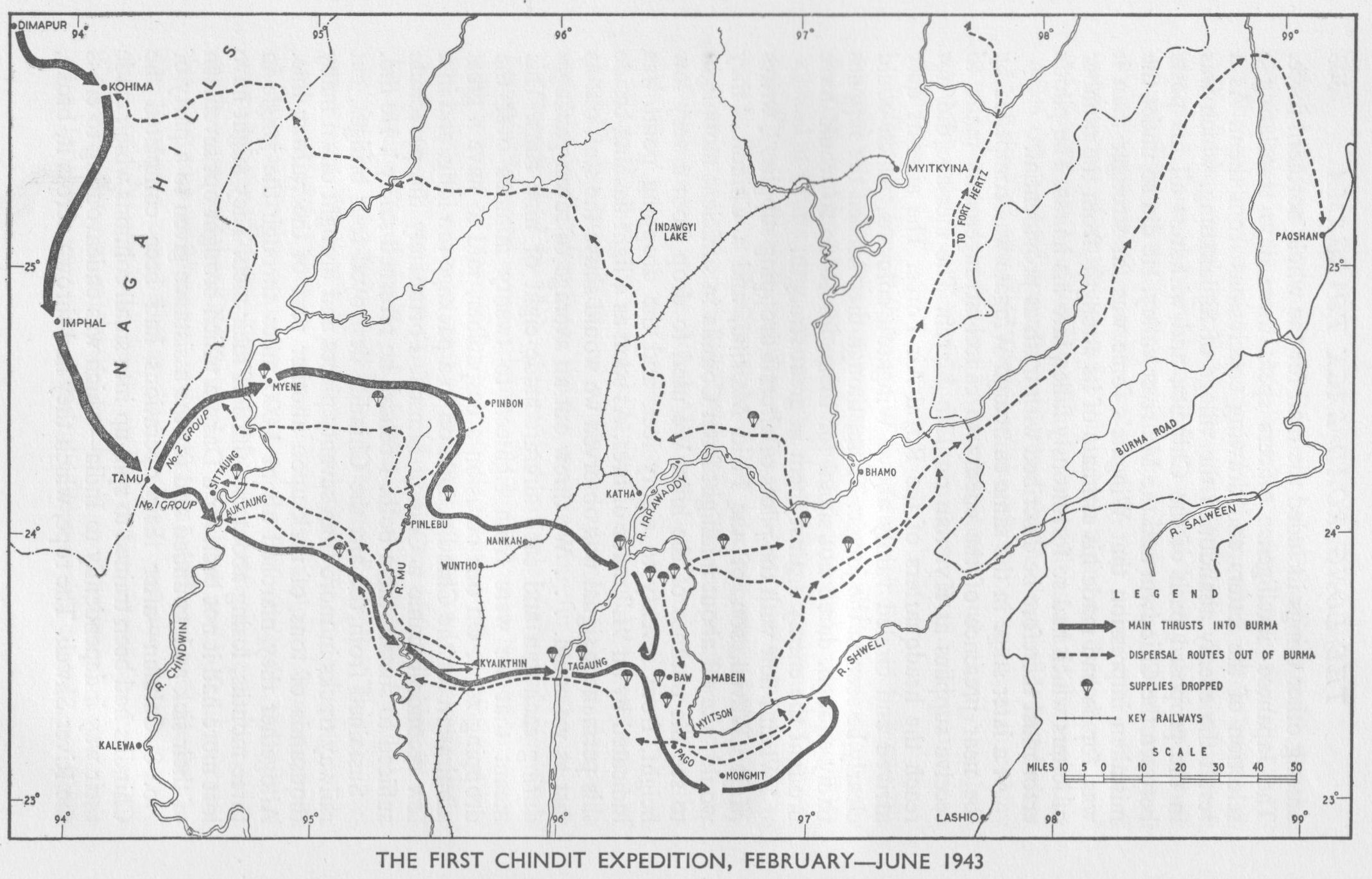
Opération Longcloth en février 1943.

Il y a eu deux grandes expéditions pour remonter le moral des Alliés et créer du désordre auprès de l’état-major japonais qui a conquis la Birmanie et la Malaisie en un temps record sur le continent, refoulant les armées alliées jusqu’en Inde qui reste la seule et dernière ligne de défense.
La première opération de février 1943, nommée Longcloth, était une expédition de 3 000 hommes qui marchent sur 1 600 km à travers la jungle.
La deuxième opération Thursday de mars 1944, environ un an après, se déploya à une échelle plus grande avec 20 000 hommes, britanniques et du Commonwealth. C’était la deuxième plus grande opération aéroportée de la Seconde Guerre Mondiale. Wingate mourut peu de temps après le lancement de cette opération.
Ces deux expéditions consistaient à déposer le gros des troupes par des planeurs ou des bimoteurs C46 et C47 sur des terrains repérés et sobrement préparés pour ne pas attirer l’attention de l’adversaire. Ces opérations étaient effectuées avec le soutien de la 1st Air Commando USAAF et dépendaient totalement du ravitaillement aérien. Les Chindits britanniques travaillaient de concert avec les Merrill's Marauders américains dans la campagne, affrontant les Japonais, mais surtout les conditions climatiques et les maladies tropicales.

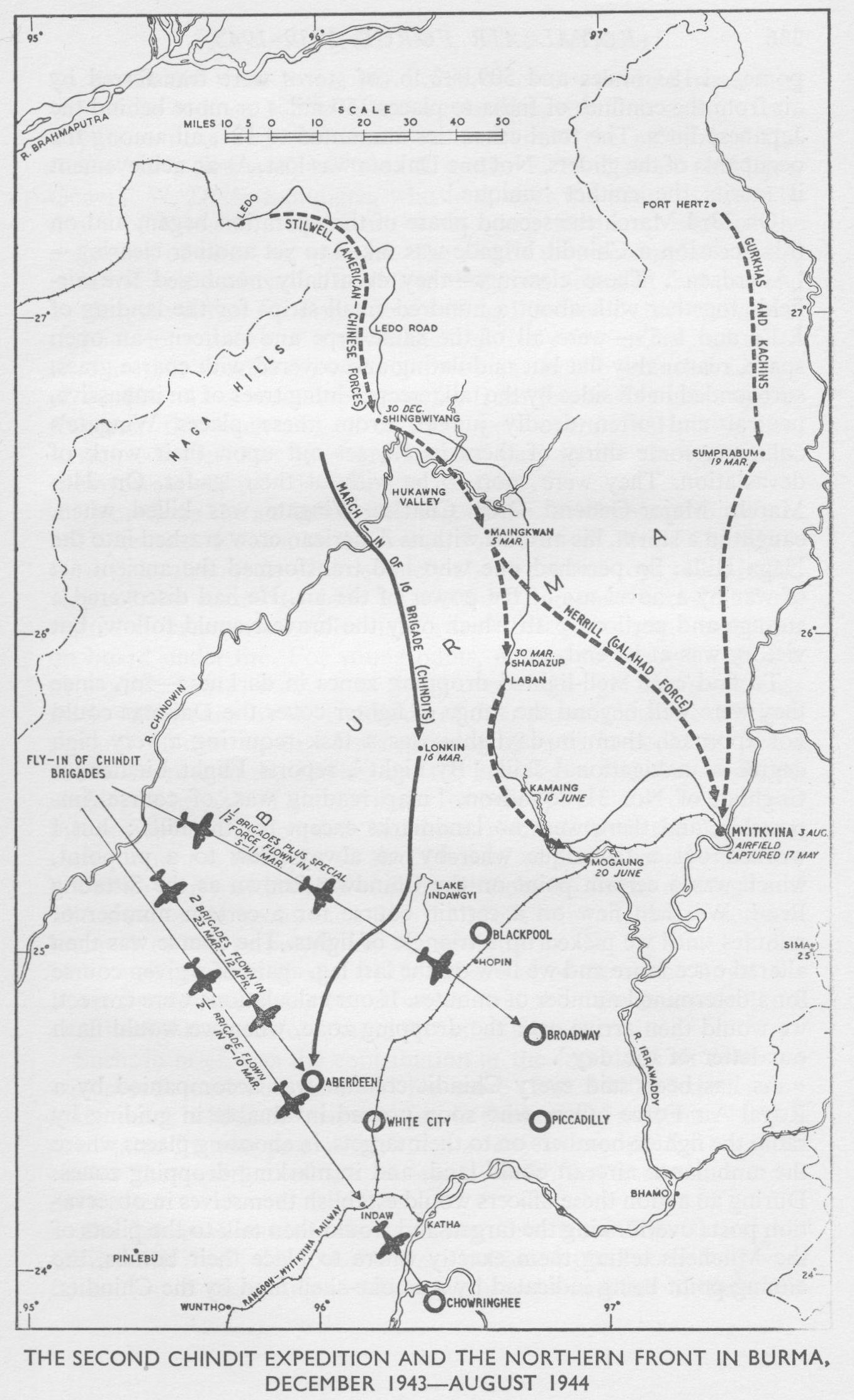
Opération Thursday en mars 1944.

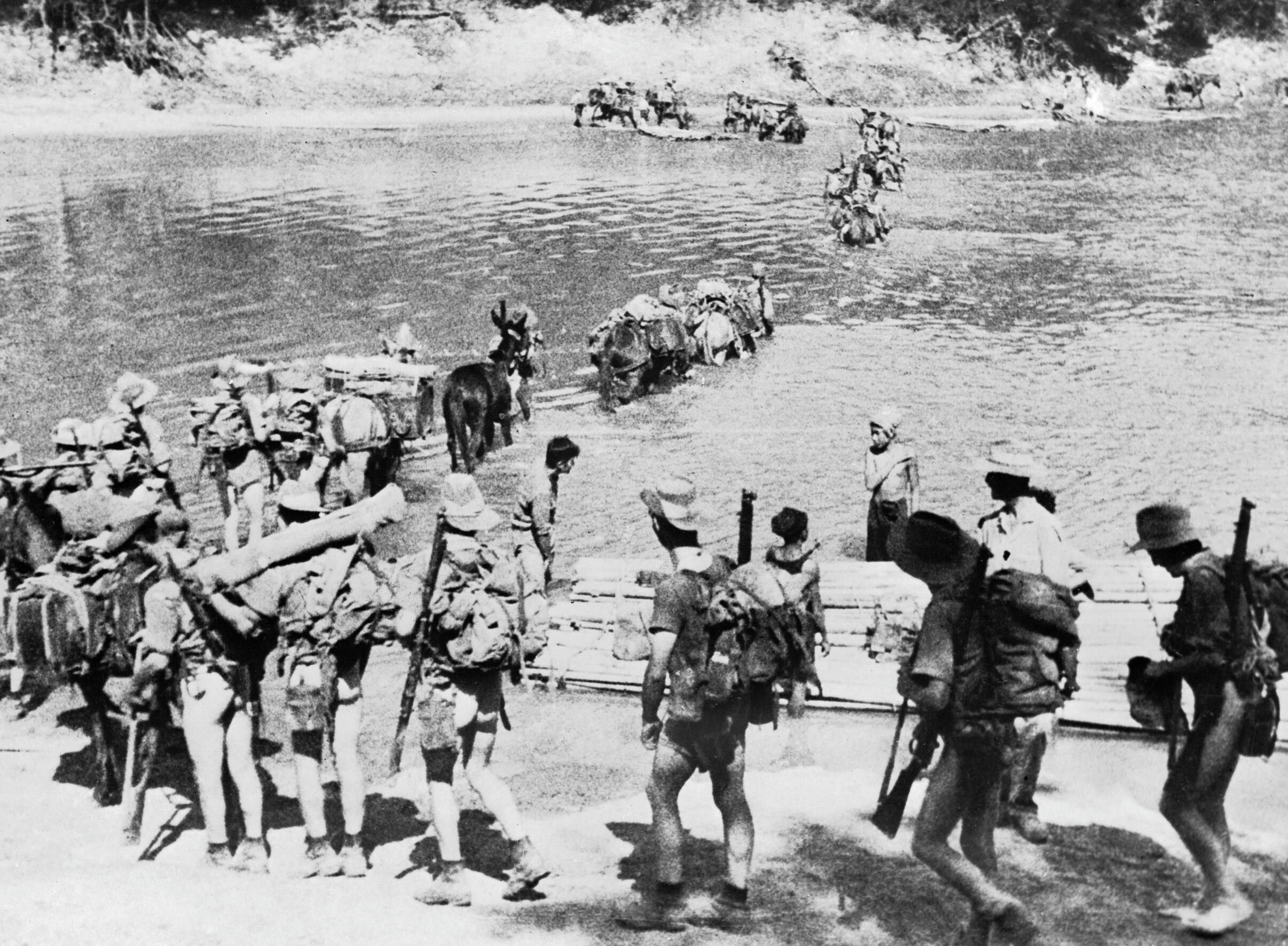
Colonne Chindits pendant l’opération Longcloth.
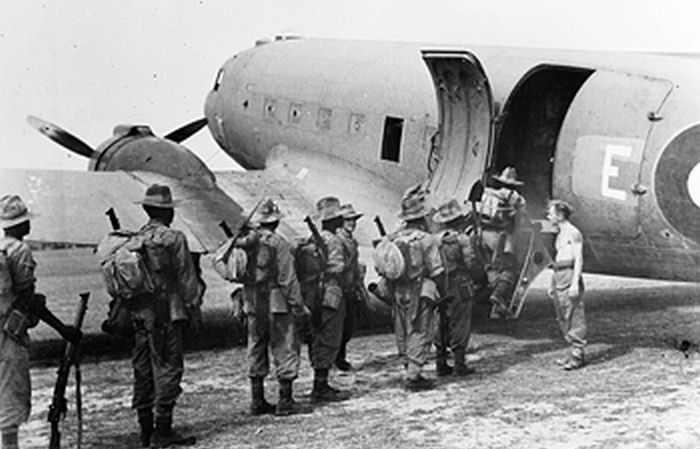
Chindits originaires d’Afrique de l’Ouest embarquant avant l’opération Thursday.

## Conclusion
Les Chindits ont été créés comme combattants de la jungle contre des Japonais, eux-mêmes considérés comme les meilleurs combattants de jungle après leurs succès complets et rapides en Birmanie et en Malaisie (alors qu'il n'y a pas de jungle sur l'archipel nippon). L'armée japonaise combat suivant la tradition des samouraïs, en s'adaptant au terrain et en se ravitaillant à partir des ressources du terrain.
Utilisant l'insertion et la dépendance aériennes de grandes expéditions dans la jungle en territoire ennemi, les méthodes des Chindits ne sont pas généralisables, contrairement à celles des commandos britanniques. Il semblerait que, sur le plan tactique, le général français Henri Navarre se soit inspirée du modèle des Chindits pour mettre au point, en 1953 en Indochine, l'opération Castor, consistant à prendre possession d'une plaine en territoire ennemi (ancien aéroport secondaire japonais au milieu de la jungle), au carrefour des pistes vers le Laos. Ce sera un échec avec la défaite française de Diên Biên Phu. 